# Insolazione

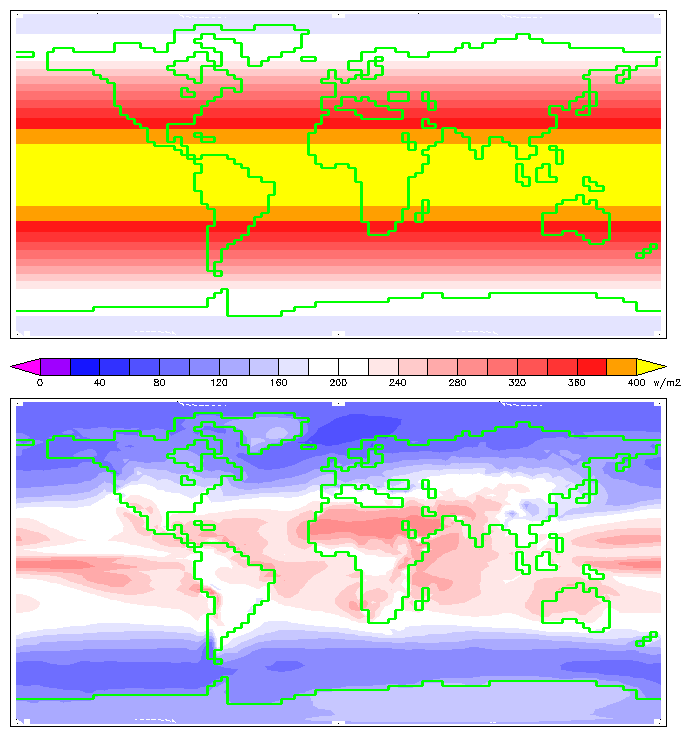
L'insolazione media annua alla sommità dell'atmosfera (sopra) e alla superficie.

L'insolazione è la misura della quantità di radiazione emessa dal Sole che raggiunge una data superficie per unità di tempo. È espressa, come l'irradianza media, in watt al metro quadro (W/m²) o kilowattora al metro quadro al giorno [kW·h/(m²·day)]; nel caso di sistemi fotovoltaici è spesso misurata anche come chilowattora all'anno per chilowattora di picco (kWh/kWp•y). Il prodotto dell'insolazione media di un luogo in un certo intervallo di tempo per l'eliofania del luogo nello stesso intervallo di tempo fornisce invece la misura dell'energia solare totale incidente per metro quadro sul luogo stesso.
La superficie data può essere quella di un pianeta, o di un corpo terrestre all'interno dell'atmosfera del pianeta, o qualunque altro oggetto, incluse le sonde spaziali, esposte direttamente alla radiazione solare che si trovi al di fuori dell'atmosfera di un pianeta. Alcune delle radiazioni vengono assorbite dalla superficie, causando il riscaldamento dell'oggetto, mentre la rimanente parte viene riflessa; la quantità di quest'ultima dipende dalla riflettività e dall'albedo del corpo.

## Effetto di proiezione
L'insolazione di una superficie è tanto maggiore quanto maggiore è la superficie esposta direttamente ai raggi solari. Man mano che incrementa l'angolo compreso tra la normale alla superficie e la direzione dei raggi luminosi, l'insolazione si riduce in proporzione al coseno dell'angolo; tale legge è nota, in ottica, come legge del coseno di Lambert. Mediamente, nel corso dell'anno, i poli geografici ricevono un'insolazione minore rispetto a quella dell'equatore, poiché la superficie terrestre, ai poli, risulta più angolata ai raggi del sole rispetto all'equatore; per questo motivo, sulla Terra, le regioni polari risultano più fredde rispetto a quelle equatoriali.

## L'insolazione sulla Terra

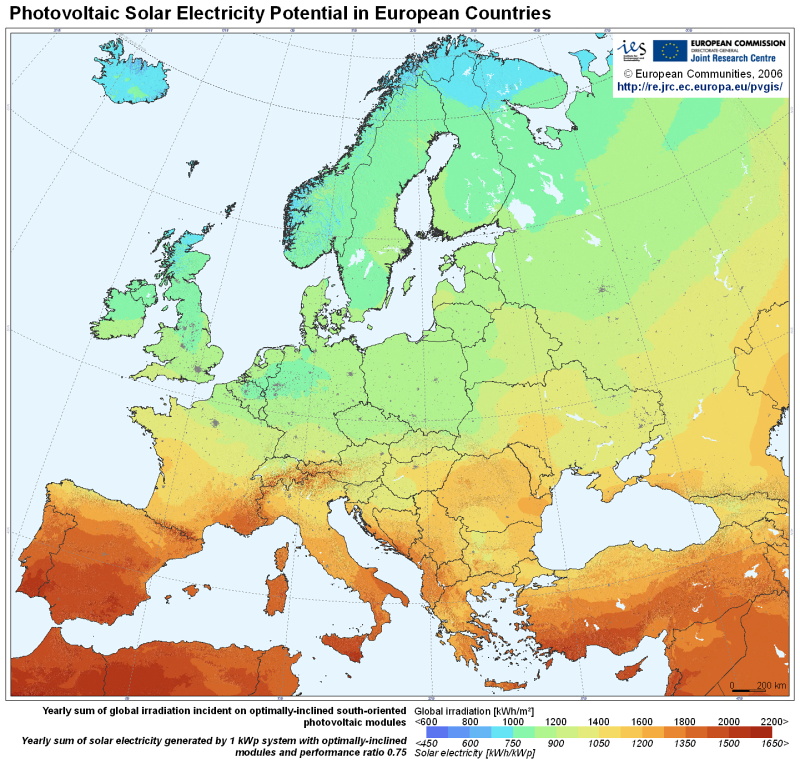
Insolazione media dell'Europa.

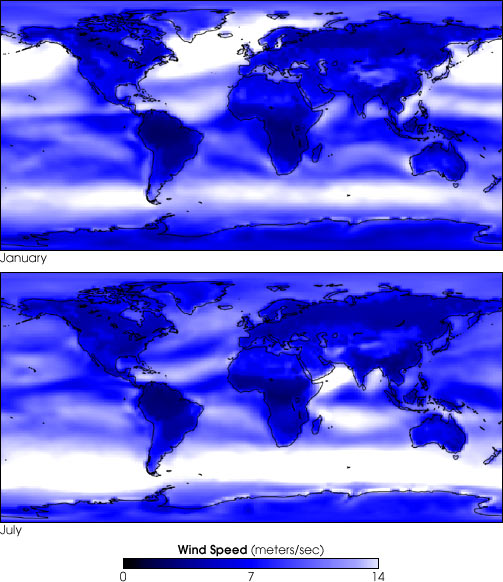
La velocità dei venti sulla Terra dipende strettamente dall'insolazione.

Il termine insolazione diretta definisce la quantità di radiazione solare che raggiunge direttamente la superficie terrestre attraverso l'atmosfera senza interagire con i gas atmosferici; l'insolazione diffusa è invece la quantità di radiazione solare che viene diffusa o riflessa dall'atmosfera.
Nel corso dell'anno la quantità di radiazione media che raggiunge la sommità dell'atmosfera terrestre è di circa 1395 watt al metro quadro; tale valore prende il nome di costante solare. L'energia radiante è distribuita lungo tutto lo spettro elettromagnetico, sebbene il picco energetico corrisponda alle lunghezze d'onda del visibile. Poiché la radiazione solare subisce un'attenuazione man mano che attraversa gli strati dell'atmosfera terrestre, l'insolazione della superficie terrestre si riduce a circa 1000 W/m², valore raggiunto in condizioni di tempo sereno quando il Sole si trova allo zenit (ovvero, i suoi raggi sono perpendicolari alla superficie terrestre).
Mentre la costante solare varia in base alla distanza Terra-Sole e ai cicli solari, la diminuzione del valore della costante tra la sommità dell'atmosfera e la superficie terrestre dipende dall'angolo di elevazione solare (che varia in base al momento della giornata e alla stagione), dalla copertura nuvolosa, dall'umidità e dall'inquinamento atmosferico.
Tralasciando la copertura nuvolosa, l'insolazione media della Terra è di circa 250 watt/m² per metro quadro [900 kWh/m²], tenendo conto della minore intensità di radiazione tra la mattina e la sera, e la sua quasi totale assenza durante la notte.
L'insolazione può essere espressa anche in Sol, un'unità di misura di flusso equivalente a 1000 W / m². L'unità non va però confusa col sol, che esprime la durata di un giorno solare in un altro pianeta (come Marte).

## Applicazioni

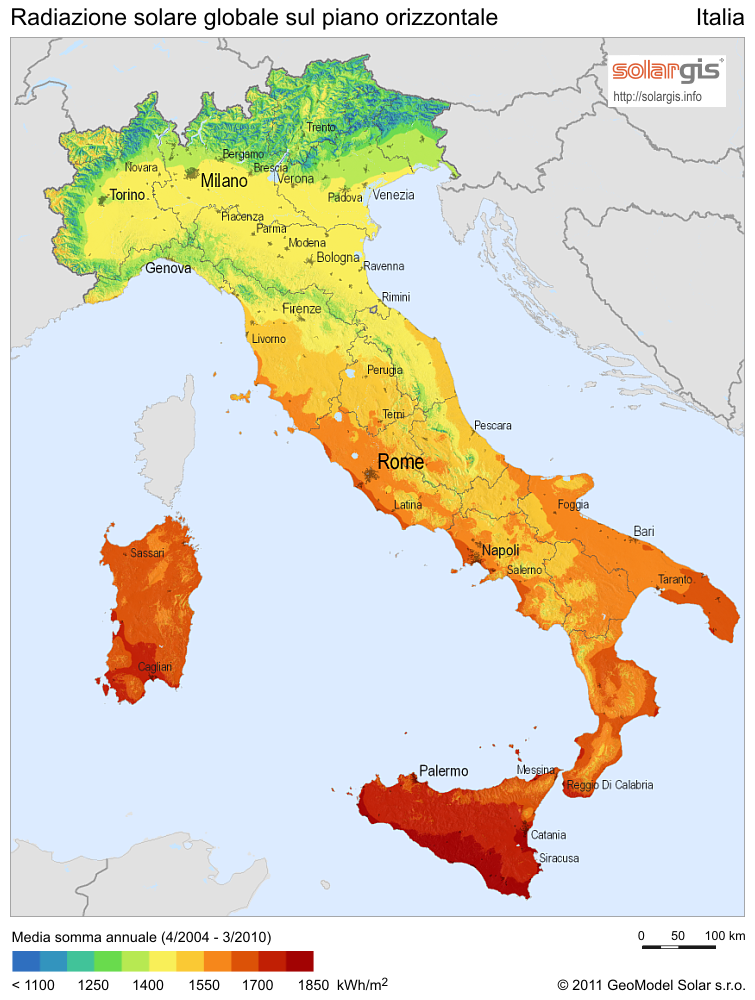
Insolazione Italia

L'insolazione è la principale variabile che regola l'equilibrio termico e il clima di un pianeta. Tale fattore è tenuto in considerazione nelle scienze astronautiche e planetarie, così come in edilizia, soprattutto nella progettazione di costruzioni adatte per un particolare clima.
L'effetto di proiezione trova utilizzi in architettura, soprattutto nella progettazione di edifici freschi d'estate e caldi d'inverno, grazie al collocamento di estese finestre verticali nel lato dell'edificio orientato verso l'equatore (il lato sud nell'emisfero boreale o il lato nord nell'emisfero australe): questo stratagemma rende più efficiente l'insolazione durante i mesi freddi, in cui il sole ha una bassa culminazione, e favorisce una minore insolazione durante i mesi caldi, in cui il sole raggiunge la culminazione massima (è da tener presente che il moto apparente del Sole lungo la sfera celeste, detto analemma, varia nel corso dell'anno di 47°).
L'insolazione riveste inoltre una grande importanza dal punto di vista energetico, in quanto permette di appurare in che zona si possano installare gli impianti fotovoltaici. I pannelli fotovoltaici sono tarati in modo tale da determinare, in condizioni standard, i picchi di watt, che possono essere utilizzati, assieme al tasso di insolazione della zona, per determinare il rendimento che ci si attenderebbe dalla centrale fotovoltaica, insieme ad altri fattori come l'inclinazione, il monitoraggio e l'ombreggiatura (che talvolta viene inclusa nella stima dei picchi di watt). I valori di insolazione dipendono dalle varie regioni della terra e variano da 800 a 950 kWh/kWp•y in Norvegia sino a 2200-2400 kWh/kWp•y in Thailandia e Israele.
Nell'ambito dell'ingegneria civile e dell'idrologia, i modelli numerici sullo scioglimento delle nevi si basano su accurate osservazioni del tasso di insolazione; ciò permette delle stime precise del tasso al quale l'acqua liquida viene rilasciata da un blocco di ghiaccio in fusione. Le misure sul campo sono realizzate tramite l'utilizzo di un piranometro.